# جامع شافعي
يقع جامع شافعي في مدينة كرمانشاه، والذي يقع في بازار كرمنشاه.

## صور

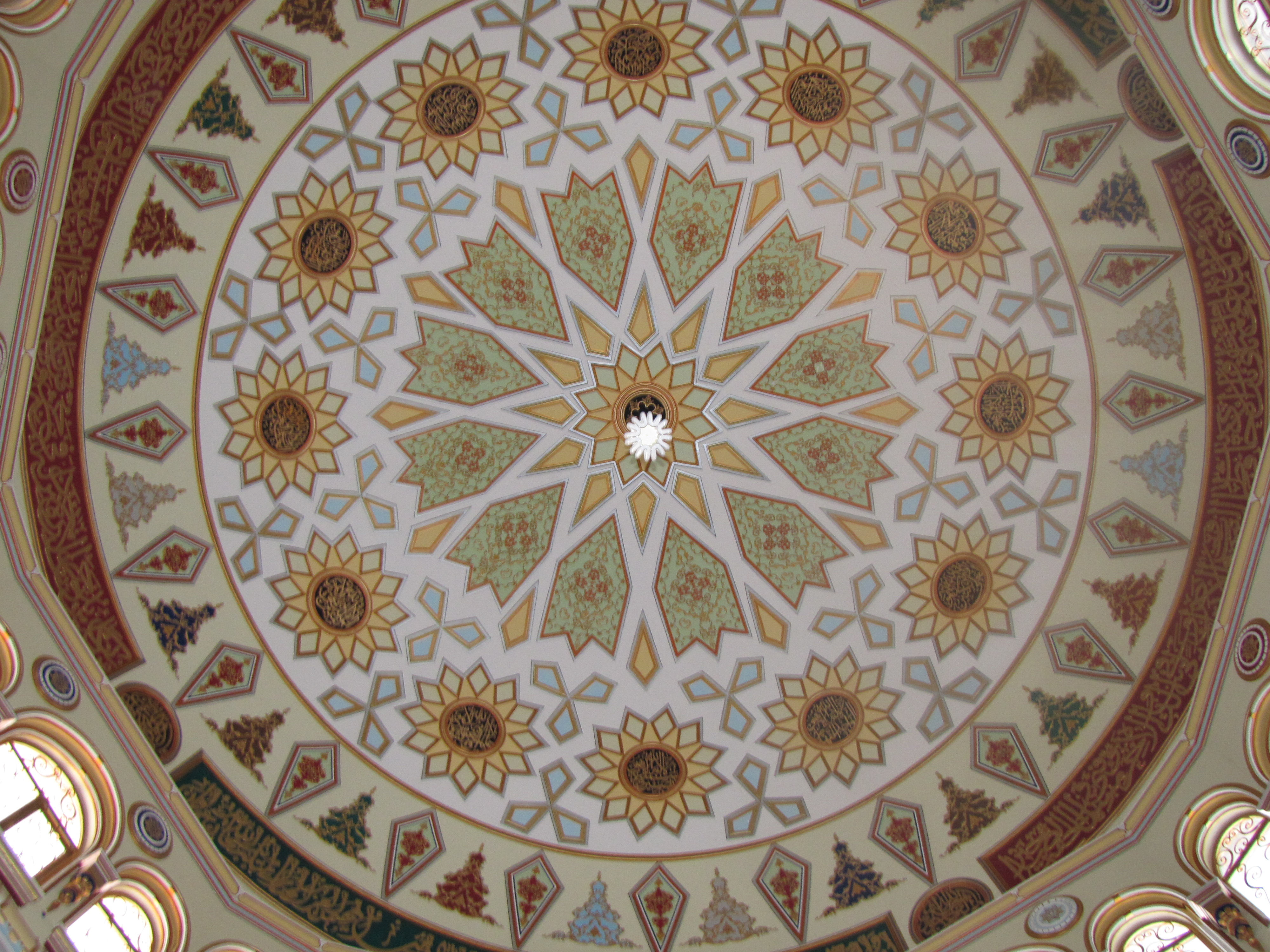
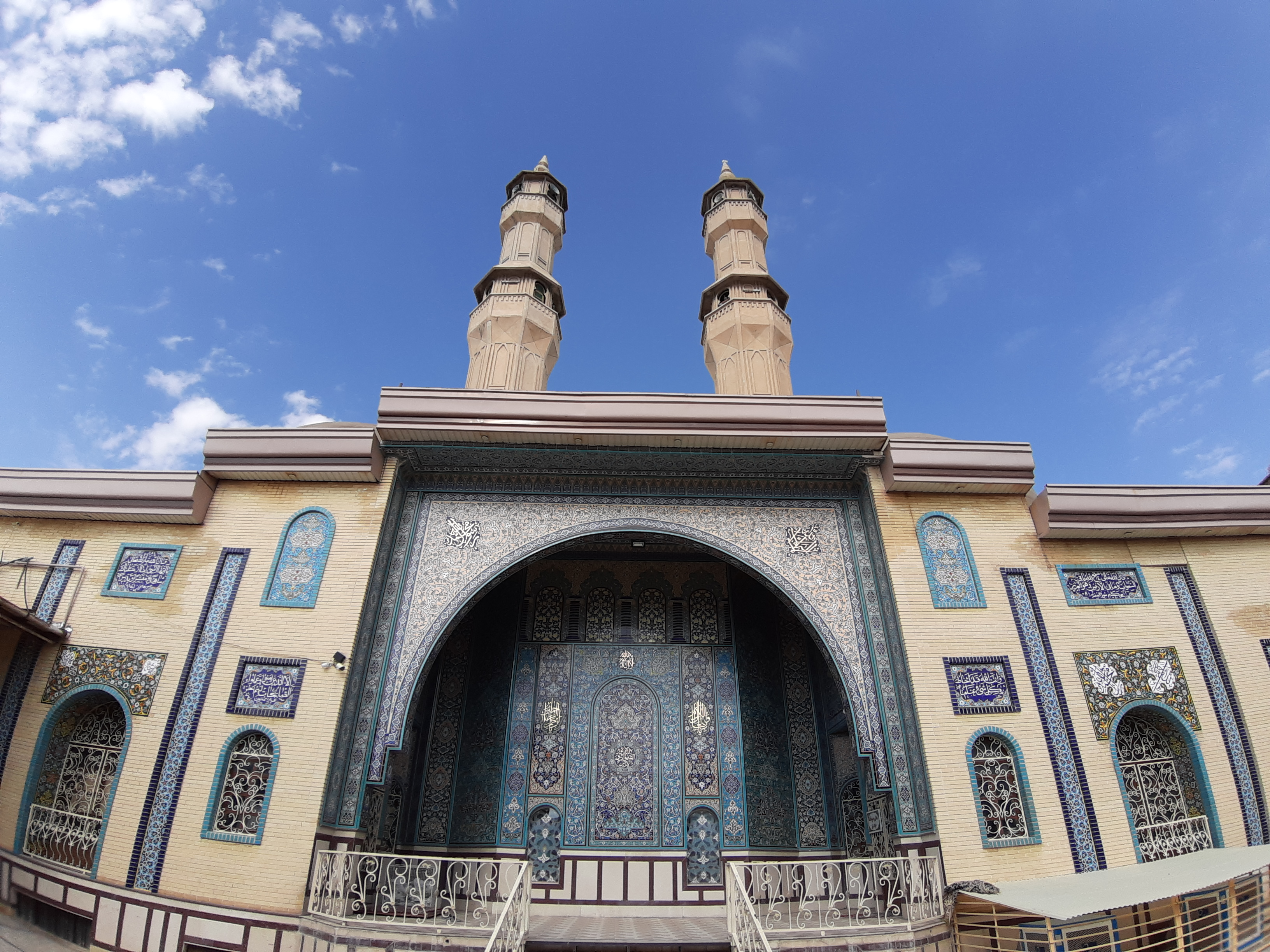
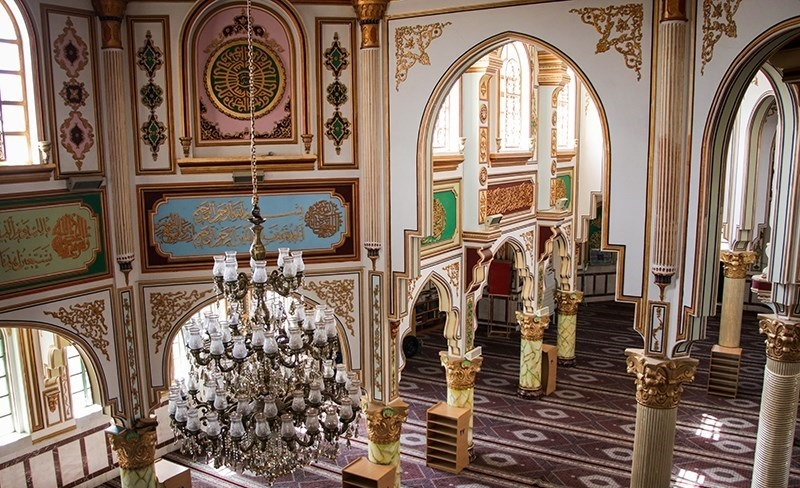
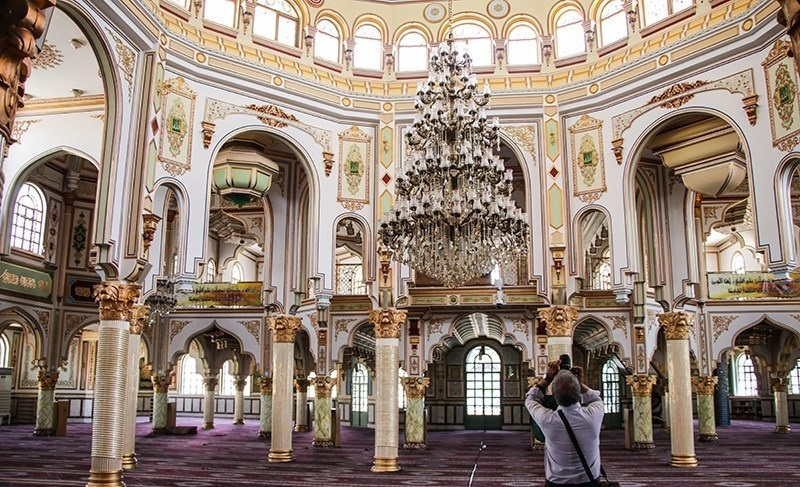